# Gaiță

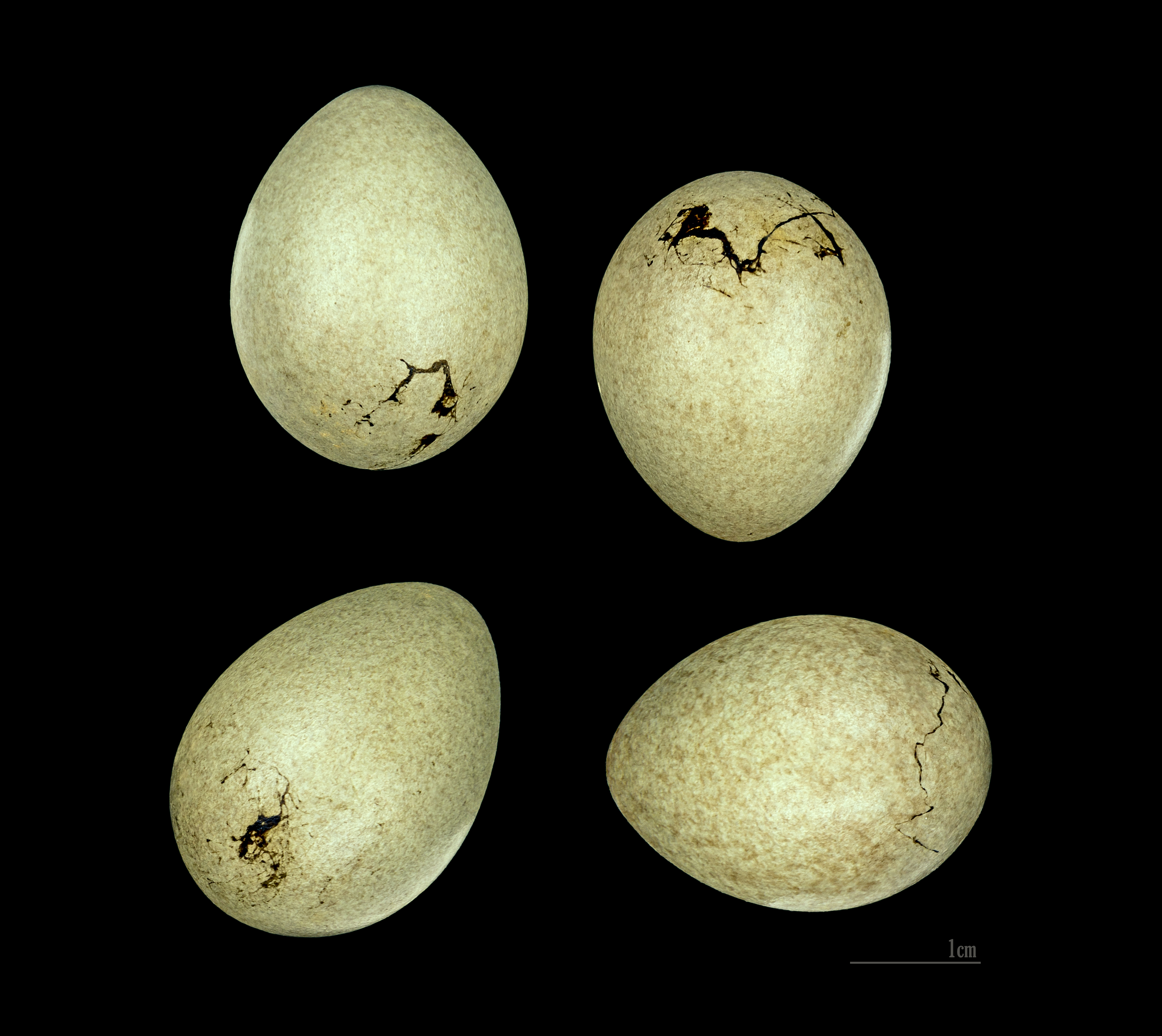
Garrulus glandarius

Gaița sau „Gaița albastră” sau Matiaș (Garrulus glandarius) este o pasăre din familia corbului (Corvidae).

## Morfologie, hrană
Gaița este o pasăre de mărime mijlocie (32 – 35 cm) având o greutate de ca. 170 g. Penajul gaiței este cenușiu-roșcat, aripile având culoare pestriță de un albastru deschis punctat cu negru. Ea poate imita glasul unor păsări din pădure sau alte sunete percepute de pasăre. În caz de pericol, atenționează alte animale prin strigăte de alarmă.
Pasărea consumă începând de la hrană de natură animală (pui de pasăre, ouă) până la semințe, fructe, insecte și larvele acestora. Semințele le depozitează ca rezervă pentru iarnă în scorburi sau sub scoarța copacilor, acest obicei al lor contribuind la răspândirea unor specii de plante.

## Răspândire, înmulțire
Gaițele sunt răspândite în Europa, Africa de Nord și Asia până în Japonia. Preferă biotopul pădurilor mixte de conifere sau de foioase, dar poate fi întâlnită și în parcuri, teritoriul unei păsări fiind de cca. 25 ha.
Cuibul este construit de gaițe la începutul lui aprilie, din crengi și paie, căptușit cu mușchi, fiind situat în copaci la o înălțime de 2-10 m. Femela depune în cuib o dată pe an, la sfârșitul lunii aprilie, 5-7 ouă de culoare albastră verzuie. Puii eclozează la 16-20 de zile.